# 디바엑스
디바엑스는 2025년 6월에 데뷔할 대한민국의 걸그룹이다.